# Copa Montevideo
Die Copa Montevideo war ein uruguayischer Fußball-Vereinswettbewerb.

## Geschichte und Austragungsmodus
Die Copa Montevideo fand von der Erstaustragung 1953 bis zur Veranstaltung dieses Wettbewerbs im Jahre 1971 insgesamt mindestens fünfmal statt. Sie wurde jeweils in den südamerikanischen Sommermonaten Januar und Februar ausgerichtet. Die einzelnen Ausspielungen der Copa verteilten sich auf die Jahre 1953, 1954, 1969, 1970 und 1971. Das Turnier wurde im Ligamodus ausgetragen, so dass jede Mannschaft einmal gegen jeden Teilnehmer spielte. Der Tabellenerste gewann die Copa Montevideo. Jedenfalls in den ersten drei Turnieren war der Spielort für sämtliche Begegnungen das Estadio Centenario in Montevideo.
Das internationale Teilnehmerfeld der Copa Montevideo bestand in den ersten beiden Veranstaltungen in den 1950er Jahren aus acht Mannschaften. Bei den drei Wettbewerben 1969, 1970 und 1971 nahmen lediglich sechs Vereine teil. Neben den beiden in Uruguay dominierenden montevideanischen Großclubs Peñarol und Nacional, die bei allen fünf Ausspielungen der Copa vertreten waren, stellten verschiedene international renommierte Vereine aus Argentinien, Brasilien, Paraguay, Chile, Peru, Österreich, Jugoslawien, Schweden, der CSSR und der UdSSR die teilnehmenden Mannschaften. Der Turniersieger rekrutierte sich jedoch in allen fünf genannten Ausspielungen aus den beiden uruguayischen Teams. Nacional gewann in den Jahren 1953, 1969, 1970 und somit insgesamt dreimal. Peñarol siegte 1954 und 1971.
Auch in der Folgezeit fand das Turnier seine Fortsetzung. Defensor gewann den Titel in den Jahren 1976, 1979, 1982, 1987, 1991, 1994, 1995 und 1997. Nacional holte die Trophäe auch in den Jahren 1978 und 1981. Peñarol war 1980 abermals erfolgreich. 1980 fand das Finale allerdings erst am 14. Dezember 1980 statt. 1984 wurde das Turnier ebenfalls ausgerichtet.

## Titelträger
- 1953: Nacional
- 1954: Peñarol
- 1969: Nacional
- 1970: Nacional
- 1971: Peñarol
- 1976: Defensor
- 1978: Nacional
- 1979: Defensor
- 1980: Peñarol
- 1981: Nacional
- 1982: Defensor
- 1984: ?
- 1987: Defensor
- 1991: Defensor
- 1994: Defensor
- 1995: Defensor
- 1997: Defensor

## Einzelne Turniere im Detail

### 1953
| Platz | Mannschaft       |
| ----- | ---------------- |
| 1.    | Nacional         |
| 2.    | Botafogo FR      |
| 3.    | Peñarol          |
| 4.    | First Vienna FC  |
| 5.    | Fluminense FC    |
| 6.    | Dinamo Zagreb    |
| 7.    | CSD Colo-Colo    |
| 8.    | Presidente Hayes |

### 1954
Siehe: Copa Montevideo 1954
| Platz | Mannschaft       |
| ----- | ---------------- |
| 1.    | Peñarol          |
| 2.    | Nacional         |
| 3.    | Fluminense FC    |
| 4.    | Alianza Lima     |
| 5.    | SK Rapid Wien    |
| 6.    | América FC Rio   |
| 7.    | IFK Norrköping   |
| 8.    | Sportivo Luqueño |

### 1969
| Platz | Mannschaft         |
| ----- | ------------------ |
| 1.    | Nacional           |
| 2.    | Sparta Prag        |
| 3.    | CA Vélez Sársfield |
| 4.    | Peñarol            |
| 5.    | Torpedo Moskau     |
| 6.    | CA Independiente   |

### 1970
| Platz | Mannschaft             |
| ----- | ---------------------- |
| 1.    | Nacional               |
| 2.    | Peñarol                |
| 3.    | CA San Lorenzo Almagro |
| 4.    | Corinthians São Paulo  |
| 5.    | River Plate            |
| 6.    | Roter Stern Belgrad    |

### 1971
| Platz | Mannschaft              |
| ----- | ----------------------- |
| 1.    | Peñarol                 |
| 2.    | Nacional                |
| 3.    | CA San Lorenzo Almagro  |
| 4.    | Cruzeiro Belo Horizonte |
| 5.    | CA Vélez Sársfield      |
| 6.    | Inter Bratislava        |

Zusammensetzung der Siegermannschaft im entscheidenden letzten, mit 2:0 durch Tore von Onega (5. Minute) und Castronovo (54. Minute) gewonnenen Spiel am 6. Februar 1971 gegen Nacional Montevideo: Walter Corbo; Elías Figueroa, Roberto Matozas, Mario González, Alfredo Lamas, Omar Caetano, Ermindo Onega, Milton Viera, Luis Villalba, Raúl Castronovo, Ilja Petkovich (ab 37. Min. Nilo Acuña)